# CINDACTA IV
O Quarto Centro Integrado de Defesa Aérea e Controle de Tráfego Aéreo (CINDACTA IV ou CINDACTA da Amazônia), é uma organização do Comando da Aeronáutica (COMAER) criada pela Portaria n.º 1.156/GC3, de 11 de outubro de 2005. Tem por finalidade executar as atividades relacionadas com a vigilância e o controle da circulação aérea geral, bem como conduzir as aeronaves que têm por missão a manutenção da integridade e da soberania do espaço aéreo brasileiro, nas áreas geográficas identificadas pela Região de Informação de Voo Amazônica.
A unidade subordinada ao Departamento de Controle do Espaço Aéreo (DECEA) é responsável pelo controle e gerenciamento do espaço aéreo em uma área correspondente a 67% do território nacional. O CINDACTA IV atua em uma área de 5,2 milhões de quilômetros quadrados, abrangendo os estados do Acre, Amapá, Amazonas, Pará, Rondônia, Roraima, Tocantins e parte do Maranhão.

## História
A história do CINDACTA IV remonta ao final da década de 30, quando foi concedida à cidade de Belém a primazia da instalação de uma Estação Radiogoniométrica pela Panair do Brasil. Alojada para atender às necessidades operacionais da Pan American World Air Airways, as instalações terminaram por viabilizar, em 1942, as estruturas e os recursos necessários para a criação do Serviço Regional de Proteção ao Vôo de Belém (SRPV-BE) - o primeiro do gênero na Região Norte do país. Era o embrião do serviço de controle do espaço aéreo na região, que por muitos anos dependeu desta unidade isolada.

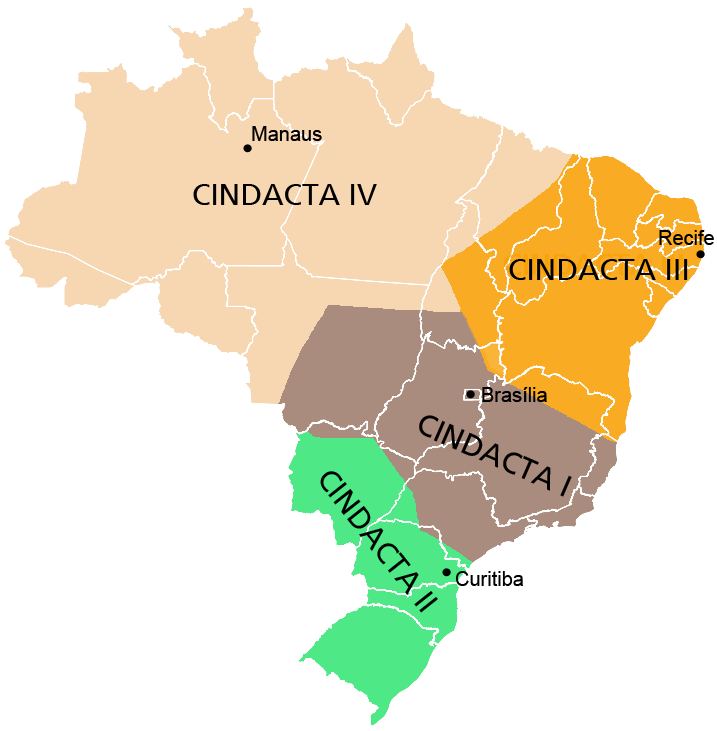
O Cindacta IV é responsável pelo controle e segurança de cerca de 67% do espaço aéreo nacional.

#### Criação do Sétimo Comando Aéreo Regional
Muitas décadas depois, com o crescimento do volume de tráfego aéreo, o desenvolvimento do país e as atenções cada vez mais voltadas sobre a Amazônia, a Presidência da República decide, em março de 1983, criar o Sétimo Comando Aéreo Regional (VII COMAR) em Manaus. Três meses mais tarde, a antiga Diretoria de Eletrônica e Proteção ao Voo (DEPV) - hoje DECEA - criava o então Serviço Regional de Proteção ao Voo de Manaus (SRPV-MN).
Em 1990, um documento assinado pela Secretaria de Assuntos Estratégicos, pelo Ministério da Justiça e pelo Ministério da Aeronáutica, expôs à Presidência, explicitamente, as razões estratégicas para o controle efetivo do espaço aéreo amazônico. À época, os três CINDACTA existentes abarcavam apenas 40% do território brasileiro e a implantação de um quarto Centro, nessa área tão estratégica e desprotegida, viabilizaria, enfim, o efetivo controle e vigilância de todo o espaço aéreo sob responsabilidade brasileira. Cristalizava-se, assim, através do Centro de Vigilância Aérea do Projeto SIVAM, o sonho acalentado por gerações do antigo Sistema de Proteção ao Voo.

#### Projeto SIVAM

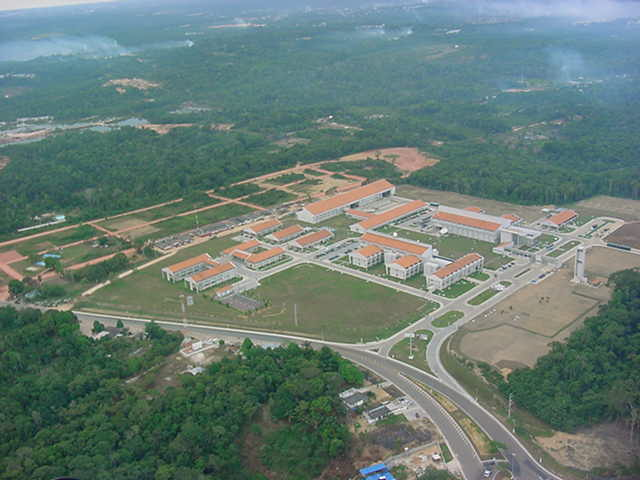
Instalações do SIVAM no bairro Tarumã, em Manaus.

Em 25 de julho de 2002, o Projeto SIVAM (Sistema de Vigilância da Amazônia) foi entregue ao governo federal com 75% dos seus ativos em operação. No mesmo ano, o Serviço Regional de Proteção ao Voo de Manaus (SRPV-MN) iniciava o processo de absorção do já longevo SRPV de Belém e de seus Destacamentos.

#### Início das operações
O processo de transição do SRPV de Manaus para o CINDACTA IV foi concluído em 23 de novembro de 2005, data da ativação do órgão. O início das atividades do Quarto Centro Integrado de Defesa Aérea e Controle de Tráfego Aéreo, no dia 1 de janeiro de 2006, representou um marco de fundamental importância para a integração soberana do espaço aéreo brasileiro, em especial da Região Amazônica.

## Estrutura
- Divisão de Administração
  - Chefe
  - Seção de Instrução e Atualização Técnica (SIAT)
  - Subdivisão de Recursos Humanos  (ARH)
  - Subdivisão de Intendência (INT)
  - Subdivisão de Infraestrutura (IES)
  - Secretaria (ASEC)
- Divisão Operacional
  - Chefe
  - Centro de Operações Integradas (COI)
  - Subdivisão de Busca e Salvamento (SAR)
  - Subdivisão de Gerenciamento de Tráfego Aéreo (ATM)
  - Subdivisão de Informações Aeronáuticas (AIS)
  - Subdivisão de Meteorologia Aeronáutica (MET)
  - Subdivisão de Operações Militares (OPM)
  - Subdivisão de Planejamento e Gestão Operacional (OPG)
  - Subdivisão de Telecomunicações Aeronáuticas (COM)
  - Secretaria (OSEC)
- Divisão Técnica
  - Chefe
  - Secretaria (TSEC)
  - Laboratório Setorial de Calibração (TLSC)
  - Subdivisão de Engenharia Especializada (EEN)
  - Subdivisão de Manutenção Parque (TMP)
  - Subdivisão de Navegação e Infraestrutura (IES)
  - Subdivisão de Planejamento Técnico (PLT)
  - Subdivisão de Radares (RAD)
  - Subdivisão de Suprimento (SUP)
  - Subdivisão de Tecnologia da Informação (TTI)
  - Subdivisão de Telecomunicações (TEL)

### Destacamentos de Telecomunicações e Controle do Espaço Aéreo (DTCEA)
Os DTCEAs são os sub-centros operacionais do CINDACTA, onde estão localizados os meios, sistemas e equipamentos que dão suporte operacional ao órgão. Ao todo, o CINDACTA IV dispõe de 27 Destacamentos. Veja a listagem completa abaixo:
| - DTCEA-MN - Manaus; - DTCEA-EG - Eduardo Gomes - Manaus; - DTCEA-TS - Manaus / Telecom. por Satélite; - DTCEA-BE - Belém; - DTCEA-SL - São Luís; - DTCEA-PV - Porto Velho - DTCEA-MQ - Macapá - DTCEA-RB - Rio Branco - DTCEA-BV - Boa Vista | - DTCEA-SN - Santarém - DTCEA-TT - Tabatinga - DTCEA-IZ - Imperatriz - DTCEA-CZ - Cruzeiro do Sul - DTCEA-AA - Conceição Araguaia - DTCEA-TF - Tefé - DTCEA-VH - Vilhena - DTCEA-GM - Guajará-Mirim - DTCEA-SI - Sinop | - DTCEA-FA - São Félix do Araguaia - DTCEA-UA - São Gabriel da Cachoeira - DTCEA-FX - São Félix do Xingu - DTCEA-OI - Oiapoque - DTCEA-EI - Eirunepé - DTCEA-MY - Manicoré - DTCEA-EP - Porto Espiridião - DTCEA-CC - Cachimbo - DTCEA-EK - Jacareacanga |